# ستانلي آرثر فرانكلين
ستانلي آرثر فرانكلين (بالإنجليزية: Stanley Arthur Franklin)‏ هو رسام كارتون بريطاني، ولد في 30 أكتوبر 1930 في Bow, London ‏ في المملكة المتحدة، وتوفي في 2 فبراير 2004.